# 天津地下直径线

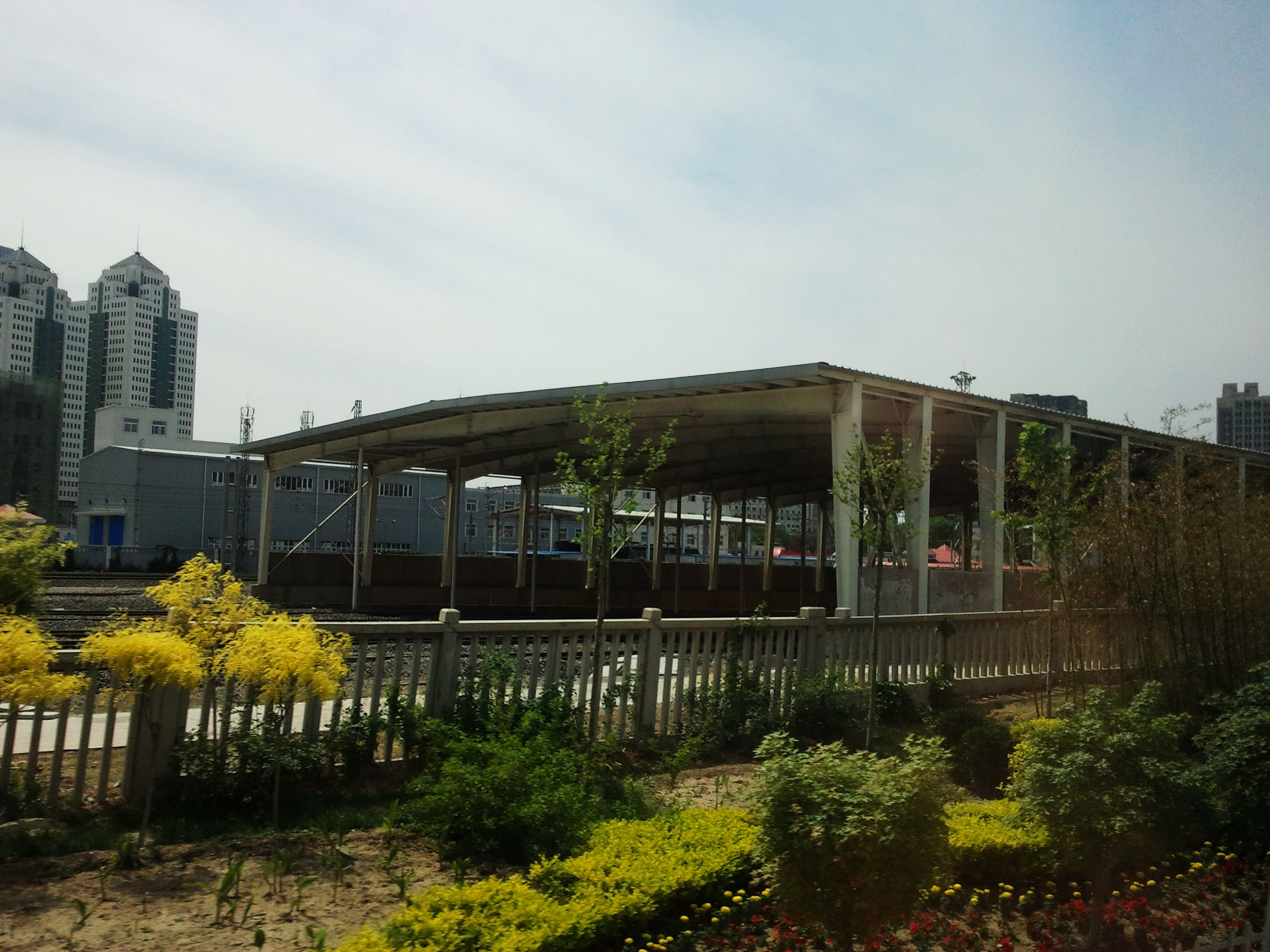
天津站一侧地下直径线入地口

天津地下直徑線，又称天津西站至天津站地下直径线，是在中国天津市的一条铁路地下联络线，两端分别连接天津站和天津西站，是天津铁路枢纽的重要组成部分，也是津秦高速铁路连接京沪高速铁路的便捷通路。该线在2009年2月26日动工，已于2013年12月1日投入使用。目前作为津秦高铁的正线一部分。
天津地下直徑線全长5.005公里，其中海河隧道全长3.61公里，占线路总长的69.4%，设计速度为120公里/小时。线路自天津西站东端引出，沿线下穿河北大街互通立交桥、北横志成道快速路立交桥，又向南沿子牙河西岸穿越永乐桥、金钢桥、天津地铁四号线、狮子林桥，后穿越海河，最后在京津城際（津滨城际）高速車場与普速车场之间引入天津站。

## 歷史
- 2010年8月23日：開始盾構施工[4]。
- 2012年6月12日：潛盾隧道貫通[5]。
- 2013年12月1日：随津秦高速铁路同步投入使用[6]。

## 作用
沈建明认为，天津地下直径线建成通车后主要用于高铁和动车的通行。连接天津站与秦皇岛站的津秦客运专线建成通车后，将通过这条地下线路抵达天津西站，将东北方向至本市的高速铁路与南下的京沪高铁连接起来。“此外，预计年内开通的从哈尔滨到大连的哈大客运专线及已经通车运营的秦沈客运专线等东北方向的高速铁路，都将可以通过这条地下线路与京沪高铁连接起来，打通我国东北地区与中部、南部的高速铁路客运通道，意义十分重要。”他补充说。

## 延伸阅读
- 北京地下直径线
- 石家庄隧道
- 交通立體化